# Oxycoleus ruficollis
Oxycoleus ruficollis är en skalbaggsart som först beskrevs av Dmytro Zajciw 1964.  Oxycoleus ruficollis ingår i släktet Oxycoleus och familjen långhorningar. Inga underarter finns listade i Catalogue of Life.